# 西保町
西保町（にしほちょう）は、愛知県愛西市の地名。

## 地理
旧佐屋町南西端部に位置する。東は東保町、西は旧立田村、南は弥富市、北は旧佐屋町に接する。

### 学区
小学校
- 愛西市立市江小学校

中学校
- 愛西市立佐屋中学校

## 歴史

### 人口の変遷
国勢調査による人口および世帯数の推移。
| 1995年（平成7年）  | 825世帯 2974人 |  |
| 2000年（平成12年） | 865世帯 2866人 |  |
| 2005年（平成17年） | 867世帯 2777人 |  |
| 2010年（平成22年） | 886世帯 2721人 |  |
| 2015年（平成27年） | 889世帯 2644人 |  |
| 2020年（令和2年）  | 879世帯 2429人 |  |

### 沿革
- 2005年（平成17年）4月1日 - 合併に伴い、旧海部郡佐屋町大字西保が愛西市西保町となる[WEB 3]。

## 交通

### バス
- 愛西市巡回バス（2020年4月1日現在）[WEB 11]

|    | 停留所名       | ルート |
| -- | -------------- | ------ |
| 7  | 名探団地東     | 佐屋西 |
| 8  | 西保公民館     | 佐屋西 |
| 9  | 釈迦堂         | 佐屋西 |
| 10 | 五ノ三         | 佐屋西 |
| 11 | 名神西保団地西 | 佐屋西 |
| 12 | 星大明社       | 佐屋西 |

### 道路
- 国道155号
- 愛知県道105号
- 愛知県道458号
- 名鉄尾西線

## 施設
- 愛西市消防署
- 星大明社
- 西保北川原児童遊園
- 愛西市総合斎苑

### WEB
1. ↑  “愛知県愛西市の町丁・字一覧”.   人口統計ラボ. 2021年8月9日閲覧。
2. 1 2  総務省統計局 (2022年2月10日). “令和2年国勢調査の調査結果(e-Stat) - 男女別人口，外国人人口及び世帯数－町丁・字等” (CSV). 2023年8月2日閲覧。
3. 1 2  “愛知県愛西市の郵便番号一覧”.   日本郵便. 2022年1月3日閲覧。
4. ↑  “市外局番の一覧” (PDF).   総務省 (2022年3月1日). 2022年3月22日閲覧。
5. ↑  “ナンバープレートについて”.   一般社団法人愛知県自動車会議所. 2024年1月21日閲覧。
6. ↑  総務省統計局 (2014年3月28日). “平成7年国勢調査の調査結果(e-Stat) - 男女別人口及び世帯数 －町丁・字等” (CSV). 2021年7月20日閲覧。
7. ↑  総務省統計局 (2014年5月30日). “平成12年国勢調査の調査結果(e-Stat) - 男女別人口及び世帯数 －町丁・字等” (CSV). 2021年7月20日閲覧。
8. ↑  総務省統計局 (2014年6月27日). “平成17年国勢調査の調査結果(e-Stat) - 男女別人口及び世帯数 －町丁・字等” (CSV). 2021年7月21日閲覧。
9. ↑  総務省統計局 (2012年1月20日). “平成22年国勢調査の調査結果(e-Stat) - 男女別人口及び世帯数 －町丁・字等” (CSV). 2021年7月21日閲覧。
10. ↑  総務省統計局 (2017年1月27日). “平成27年国勢調査の調査結果(e-Stat) - 男女別人口及び世帯数 －町丁・字等” (CSV). 2021年7月21日閲覧。
11. ↑  “愛西市巡回バス”. 総務部 総務課.   愛西市. 2024年5月12日時点のオリジナルよりアーカイブ。2024年4月9日閲覧。

### 書籍
1. 1 2  「角川日本地名大辞典」編纂委員会 1989, p. 1871.